# Ovando
Ovando – jednostka osadnicza w Stanach Zjednoczonych, w stanie Montana, w hrabstwie Powell.